# Campionati asiatici di beach handball maschile
I campionati asiatici di beach handball maschile  è una competizione beach handball riservata alle nazionali asiatiche.

## Edizioni
| Edizione      | Edizione      | Podio    | Podio   | Podio     |
| Anno          | Organizzatore | Campione | Seconda | Terza     |
| ------------- | ------------- | -------- | ------- | --------- |
| 2004 Dettagli | Oman          | Oman     | Bahrein | Iran      |
| 2007 Dettagli | Iran          | Pakistan | Iran    | Giappone  |
| 2011 Dettagli | Oman          | Qatar    | Oman    | Kuwait    |
| 2013 Dettagli | Hong Kong     | Qatar    | Oman    | Hong Kong |
| 2015 Dettagli | Oman          | Qatar    | Oman    | Hong Kong |
| 2017 Dettagli | Hong Kong     | Qatar    | Oman    | Iran      |
| 2019 Dettagli | Cina          | Qatar    | Oman    | Iran      |
| 2022 Dettagli | Iran          | Iran     | Qatar   | Vietnam   |
| 2023 Dettagli | Indonesia     | Qatar    | Oman    | Iran      |
| 2025 Dettagli | Oman          | Oman     | Iran    | Pakistan  |

## Medagliere
| Pos. | Squadra  | 1º posto | 2º posto | 3º posto | Totale |
| ---- | -------- | -------- | -------- | -------- | ------ |
| 1    | Qatar    | 6        | 1        | 1        | 9      |
| 2    | Oman     | 2        | 6        | 0        | 8      |
| 3    | Iran     | 1        | 2        | 3        | 6      |
| 4    | Pakistan | 1        | 0        | 2        | 3      |
| 5    | Bahrein  | 0        | 1        | 2        | 3      |
| 6    | Giappone | 0        | 0        | 1        | 1      |
| 6    | Kuwait   | 0        | 0        | 1        | 1      |
| 6    | Vietnam  | 0        | 0        | 1        | 1      |

## Pagine collegate
Campionati asiatici di beach handball femminile